# No Shape
No Shape è il quarto album in studio del cantautore americano Perfume Genius, pubblicato il 5 maggio 2017, attraverso Matador Records come seguito di Too Bright (2014).
Hadreas è apparso sulla copertina del numero di marzo-aprile 2017 di The Fader, che includeva un lungo lungometraggio su Hadreas e il suo lavoro nel prossimo album. Nelle settimane successive all'articolo, Hadreas ha pubblicato una serie di video e clip audio prendendo in giro nuova musica. Il 21 marzo 2017 Hadreas ha annunciato il suo quarto album in studio No Shape e ha pubblicato il primo singolo Slip Away, che è stato accompagnato da un video musicale diretto da Andrew Thomas Huang, il frequente collaboratore dei Björk . Il singolo è stato designato "Best New Track" da Pitchfork.  Il 19 aprile, Hadreas ha pubblicato un altro singolo dell'album intitolato Go Ahead durante una sessione di domande e risposte su Twitter con i fan. Il 9 maggio 2017 Perfume Genius ha pubblicato il video di Die 4 You, diretto da Floria Sigismondi.
L'album ha ricevuto una nomination al Grammy Award come "Best Engineered Album, Non-Classical" al 60 ° Annual Grammy Awards. Inoltre, è stato indicato come uno dei lavori designati sotto la nomina del produttore Blake Mills per "Producer of the Year, Non-Classical".

## Tracce
Testi e musiche di Mike Hadreas, eccetto dove indicato.
1. Otherside – 2:40
2. Slip Away – 2:45
3. Just Like Love – 3:14
4. Go Ahead – 2:53 (Hadreas, Blake Mills)
5. Valley – 3:09
6. Wreath – 4:26
7. Every Night – 2:47
8. Choir – 2:28
9. Die 4 You – 3:32 (Hadreas, Mills)
10. Sides (feat. Weyes Blood) – 4:52 (Hadreas, Mills, Natalie Mering)
11. Braid – 2:58
12. Run Me Through – 4:44
13. Alan – 2:46